# Anuropus panteni
Anuropus panteni là một loài chân đều trong họ Anuropidae. Loài này được Brandt & Retzlaff miêu tả khoa học năm 2002.